# Clytia elongata
Clytia elongata is een hydroïdpoliep uit de familie Campanulariidae. De poliep komt uit het geslacht Clytia. Clytia elongata werd in 1890 voor het eerst wetenschappelijk beschreven door Marktanner-Turneretscher. 